# Piz Quattervals
Piz Quattervals – szczyt w Alpach Livigno, w Alpach Retyckich. Leży przy granicy między Włochami (Lombardia) a Szwajcarią (Gryzonia). Wierzchołek szczytu znajduje się w całości w granicach Szwajcarii.